# Nederrijnse Heuvelrug

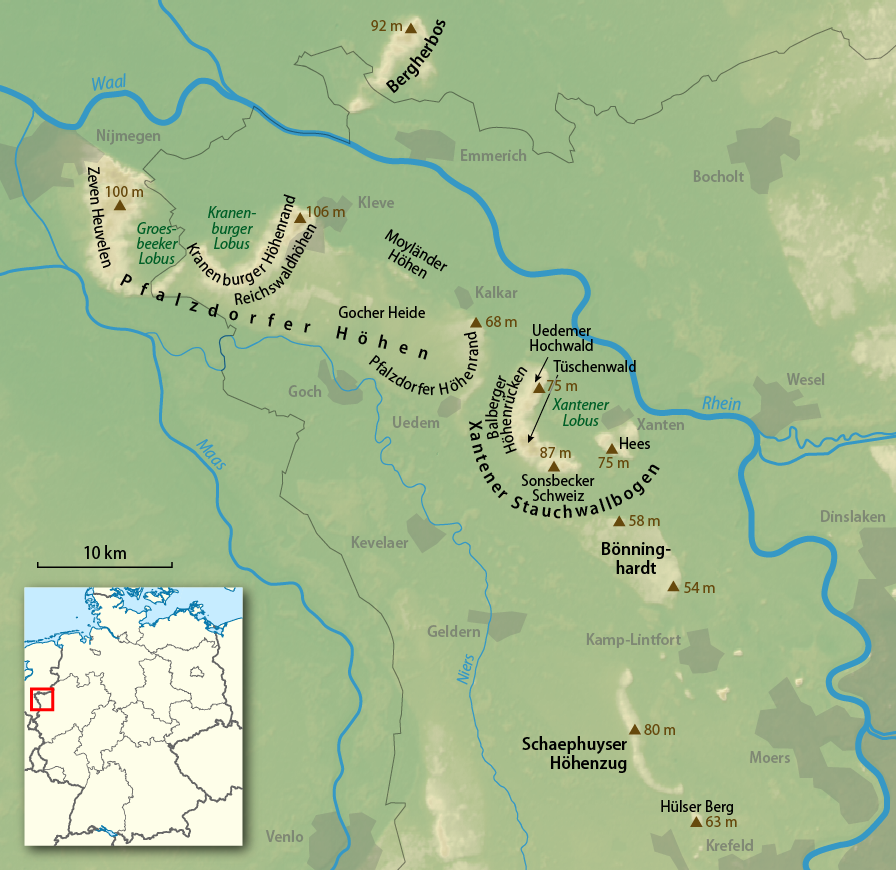
Reliëfkaart van de Nederrijnse heuvelrug

De Nederrijnse Heuvelrug (Duits: Niederrheinischer Höhenzug) is een stuwwal, die zich met verschillende onderbrekingen in het westen van het Nederrijnse Laagvlakte van Krefeld tot Nijmegen in een wijde boog tussen het Rijndal in het oosten en het dal van de Niers uitstrekt. Dit landschapelement wordt ook wel de Nederrijnse Hoogte genoemd.
De stuwwal die op enige plaatsen tot honderd meter hoogte reikt (Klever Berg (106 m)) en die meer dan zestig meter boven de omliggende rivierterrassen van de oer-Rijn uitsteekt, ontstond in de voorlaatste IJstijd (het Saale-glaciaal), door opstuwingen van uit het noordoosten komende gletsjers en gletsjertongen.
Twee van deze gletsjertongen vormden de glaciale bekkens van Groesbeek en Kranenburg waardoor de op de kaart duidelijk herkenbare typerende W-vormige stuwwal tussen Nijmegen en Kleef ontstond. Deze vormde waarschijnlijk ooit één geheel met de stuwwal van Montferland met de Hettenheuvel bij Braamt (92 m boven NAP) en de heuvel Montferland (67 m boven NAP). Tijdens en na de laatste ijstijd (Weichselien) is de verbinding tussen Kleef en Montferland door de Rijn geërodeerd en weggespoeld, waarbij de Gelderse Poort ontstond.

## Lijst van heuveltoppen
| Hoofdsectie                                                         | Deelsectie (dichtstbijzijnde plaats)                                                                                   | Berg/heuvel                                   | Plaats           | Hoogte | Coördinaten           | Opmerkingen/bronnen                                                                                             |
| ------------------------------------------------------------------- | --- | --------------------------------------------- | ---------------- | ------ | --------------------- | --- |
| Pfalzdorfer Höhen Ketelwald                                         | Zeven Heuvelen (Nederlands deel van de Groesbeeker Lobus)                                                              | Vlierenberg                                   | Berg en Dal      | 91,8   | 51° 48′ NB, 5° 55′ OL | [ 2 ] |
| Pfalzdorfer Höhen Ketelwald                                         | Zeven Heuvelen (Nederlands deel van de Groesbeeker Lobus)                                                              | Stollenberg                                   | Berg en Dal      | 83     | 51° 50′ NB, 5° 55′ OL | [ 3 ] |
| Pfalzdorfer Höhen Ketelwald                                         | Zeven Heuvelen (Nederlands deel van de Groesbeeker Lobus)                                                              | Muntberg                                      | Groesbeek        | 82,6   | 51° 48′ NB, 5° 54′ OL | |
| Pfalzdorfer Höhen Ketelwald                                         | Zeven Heuvelen (Nederlands deel van de Groesbeeker Lobus)                                                              | Hooge Hoenderberg                             | Groesbeek        | 81,1   | 51° 47′ NB, 5° 54′ OL | |
| Pfalzdorfer Höhen Ketelwald                                         | Zeven Heuvelen (Nederlands deel van de Groesbeeker Lobus)                                                              | Wolfsberg                                     | Groesbeek        | 77,8   | 51° 46′ NB, 5° 55′ OL | |
| Pfalzdorfer Höhen Ketelwald                                         | Zeven Heuvelen (Nederlands deel van de Groesbeeker Lobus)                                                              | Kiekberg                                      | Plasmolen        | 76,7   | 51° 45′ NB, 5° 55′ OL | Natuurgebied Sint Jansberg                                                                                      |
| Pfalzdorfer Höhen Ketelwald                                         | Zeven Heuvelen (Nederlands deel van de Groesbeeker Lobus)                                                              | Duivelsberg (Duits: Wylerberg)                | Berg en Dal      | 75,9   | 51° 49′ NB, 5° 57′ OL | |
| Pfalzdorfer Höhen Ketelwald                                         | Zeven Heuvelen (Nederlands deel van de Groesbeeker Lobus)                                                              | Papenberg                                     | Mook             | 75     | 51° 45′ NB, 5° 55′ OL | Natuurgebied Mookerheide                                                                                        |
| Pfalzdorfer Höhen Ketelwald                                         | Zeven Heuvelen (Nederlands deel van de Groesbeeker Lobus)                                                              | Ravenberg                                     | Beek             | 67     | 51° 50′ NB, 5° 55′ OL | [ 4 ] |
| Pfalzdorfer Höhen Ketelwald                                         | Zeven Heuvelen (Nederlands deel van de Groesbeeker Lobus)                                                              | Sint-Maartensberg                             | Plasmolen        | 66,1   | 51° 45′ NB, 5° 56′ OL | Natuurgebied Sint Jansberg                                                                                      |
| Pfalzdorfer Höhen Ketelwald                                         | Zeven Heuvelen (Nederlands deel van de Groesbeeker Lobus)                                                              | Sint-Jansberg                                 | Plasmolen        | 59     | 51° 44′ NB, 5° 56′ OL | Natuurgebied Sint Jansberg                                                                                      |
| Pfalzdorfer Höhen Ketelwald                                         | Zeven Heuvelen (Nederlands deel van de Groesbeeker Lobus)                                                              | Boterberg                                     | Berg en Dal      | 46     | 51° 50′ NB, 5° 55′ OL | |
| Pfalzdorfer Höhen Ketelwald                                         | Reichswaldhöhen / Duitse deel van de Groesbeeker Lobus (bij Grafwegen)                                                 | N.N.                                          |                  | 74     | 51° 45′ NB, 5° 58′ OL | Niet ver van de brandtoren; ligt de beroemde rots het "Goldenes Kalb"                                           |
| Pfalzdorfer Höhen Ketelwald                                         | Reichswaldhöhen / Duitse deel van de Groesbeeker Lobus (bij Grafwegen)                                                 | Freudenberg (Freilenberg)                     |                  | 71     | 51° 45′ NB, 5° 59′ OL | |
| Pfalzdorfer Höhen Ketelwald                                         | Reichswaldhöhen / Duitse deel van de Groesbeeker Lobus (bij Grafwegen)                                                 | Jan                                           |                  | 66     | 51° 45′ NB, 5° 58′ OL | |
| Pfalzdorfer Höhen Ketelwald                                         | Reichswaldhöhen / Duitse deel van de Groesbeeker Lobus (bij Grafwegen)                                                 | Hunsköbel                                     |                  | 62     | 51° 45′ NB, 5° 58′ OL | |
| Pfalzdorfer Höhen Ketelwald                                         | Reichswaldhöhen / Duitse deel van de Groesbeeker Lobus (bij Grafwegen)                                                 | Jäje                                          |                  | 54     | 51° 44′ NB, 5° 58′ OL | ("Sohn von Jan")                                                                                                |
| Pfalzdorfer Höhen Ketelwald                                         | Reichswaldhöhen / Duitse deel van de Groesbeeker Lobus (bij Grafwegen)                                                 | Hertenkop                                     |                  | 50     | 51° 45′ NB, 5° 59′ OL | |
| Pfalzdorfer Höhen Ketelwald                                         | Reichswaldhöhen / Kranenburger Lobus (zuidelijk van Kranenburg bij Kleef)                                              | Klever Berg                                   |                  | 106    | 51° 47′ NB, 6° 7′ OL  | Met uitkijktoren                                                                                                |
| Pfalzdorfer Höhen Ketelwald                                         | Reichswaldhöhen / Kranenburger Lobus (zuidelijk van Kranenburg bij Kleef)                                              | Rupenberg                                     |                  | 96     | 51° 46′ NB, 6° 5′ OL  | |
| Pfalzdorfer Höhen Ketelwald                                         | Reichswaldhöhen / Kranenburger Lobus (zuidelijk van Kranenburg bij Kleef)                                              | Stoppelberg                                   |                  | 92     | 51° 46′ NB, 6° 5′ OL  | |
| Pfalzdorfer Höhen Ketelwald                                         | Reichswaldhöhen / Kranenburger Lobus (zuidelijk van Kranenburg bij Kleef)                                              | Brandenberg                                   |                  | 90     | 51° 46′ NB, 6° 1′ OL  | |
| Pfalzdorfer Höhen Ketelwald                                         | Reichswaldhöhen / Kranenburger Lobus (zuidelijk van Kranenburg bij Kleef)                                              | Geldenberg                                    |                  | 89     | 51° 45′ NB, 6° 3′ OL  | Met brandtoren                                                                                                  |
| Pfalzdorfer Höhen Ketelwald                                         | Reichswaldhöhen / Kranenburger Lobus (zuidelijk van Kranenburg bij Kleef)                                              | Sternberg                                     |                  | 86     | 51° 48′ NB, 6° 7′ OL  | Standplaats oorlogsgedenkteken                                                                                  |
| Pfalzdorfer Höhen Ketelwald                                         | Reichswaldhöhen / Kranenburger Lobus (zuidelijk van Kranenburg bij Kleef)                                              | Neun-Uhren-Berg (Negenurenberg)               |                  | 87     | 51° 46′ NB, 6° 4′ OL  | |
| Pfalzdorfer Höhen Ketelwald                                         | Reichswaldhöhen / Kranenburger Lobus (zuidelijk van Kranenburg bij Kleef)                                              | Lentsenberg                                   |                  | 85     | 51° 45′ NB, 6° 1′ OL  | |
| Pfalzdorfer Höhen Ketelwald                                         | Reichswaldhöhen / Kranenburger Lobus (zuidelijk van Kranenburg bij Kleef)                                              | Treppkesberg (Trepkesberg)                    |                  | 84     | 51° 46′ NB, 6° 4′ OL  | |
| Pfalzdorfer Höhen Ketelwald                                         | Reichswaldhöhen / Kranenburger Lobus (zuidelijk van Kranenburg bij Kleef)                                              | Rosenbordenberg                               |                  | 81     | 51° 46′ NB, 6° 5′ OL  | |
| Pfalzdorfer Höhen Ketelwald                                         | Reichswaldhöhen / Kranenburger Lobus (zuidelijk van Kranenburg bij Kleef)                                              | Godlofsenberg                                 |                  | 81     | 51° 45′ NB, 6° 3′ OL  | |
| Pfalzdorfer Höhen Ketelwald                                         | Reichswaldhöhen / Kranenburger Lobus (zuidelijk van Kranenburg bij Kleef)                                              | Himmelsleiter                                 |                  | 80+    | 51° 45′ NB, 6° 1′ OL  | |
| Pfalzdorfer Höhen Ketelwald                                         | Reichswaldhöhen / Kranenburger Lobus (zuidelijk van Kranenburg bij Kleef)                                              | Pölsberg                                      |                  | 78     | 51° 45′ NB, 6° 4′ OL  | |
| Pfalzdorfer Höhen Ketelwald                                         | Reichswaldhöhen / Kranenburger Lobus (zuidelijk van Kranenburg bij Kleef)                                              | Beginenberg                                   |                  | 76     | 51° 46′ NB, 6° 1′ OL  | |
| Pfalzdorfer Höhen Ketelwald                                         | Reichswaldhöhen / Kranenburger Lobus (zuidelijk van Kranenburg bij Kleef)                                              | Drüller Berg (Drölsenberg)                    |                  | 76     | 51° 46′ NB, 5° 60′ OL | |
| Pfalzdorfer Höhen Ketelwald                                         | Reichswaldhöhen / Kranenburger Lobus (zuidelijk van Kranenburg bij Kleef)                                              | Köhlerberg                                    |                  | 74     | 51° 47′ NB, 6° 5′ OL  | |
| Pfalzdorfer Höhen Ketelwald                                         | Reichswaldhöhen / Kranenburger Lobus (zuidelijk van Kranenburg bij Kleef)                                              | Grote Högt                                    |                  | 70     | 51° 46′ NB, 6° 5′ OL  | |
| Pfalzdorfer Höhen Ketelwald                                         | Reichswaldhöhen / Kranenburger Lobus (zuidelijk van Kranenburg bij Kleef)                                              | Rauwenberg                                    |                  | 70     | 51° 45′ NB, 6° 3′ OL  | |
| Pfalzdorfer Höhen Ketelwald                                         | Reichswaldhöhen / Kranenburger Lobus (zuidelijk van Kranenburg bij Kleef)                                              | Hauberg                                       |                  | 68     | 51° 45′ NB, 6° 1′ OL  | |
| Pfalzdorfer Höhen Ketelwald                                         | Reichswaldhöhen / Kranenburger Lobus (zuidelijk van Kranenburg bij Kleef)                                              | Königsstuhl                                   |                  | 64     | 51° 45′ NB, 6° 4′ OL  | |
| Pfalzdorfer Höhen Ketelwald                                         | Reichswaldhöhen / Kranenburger Lobus (zuidelijk van Kranenburg bij Kleef)                                              | Mönnikenberg                                  |                  | 65     | 51° 46′ NB, 6° 5′ OL  | |
| Pfalzdorfer Höhen Ketelwald                                         | Reichswaldhöhen / Kranenburger Lobus (zuidelijk van Kranenburg bij Kleef)                                              | Pölhögt                                       |                  | 60     | 51° 46′ NB, 6° 1′ OL  | |
| Pfalzdorfer Höhen Ketelwald                                         | Reichswaldhöhen / Kranenburger Lobus (zuidelijk van Kranenburg bij Kleef)                                              | Spielberg                                     |                  | 53,6   | 51° 48′ NB, 6° 6′ OL  | Standplaats oorlogsgedenkteken                                                                                  |
| Pfalzdorfer Höhen Ketelwald                                         | Reichswaldhöhen / Kranenburger Lobus (zuidelijk van Kranenburg bij Kleef)                                              | Vossenhögt                                    |                  | 53     | 51° 46′ NB, 6° 0′ OL  | |
| Pfalzdorfer Höhen Ketelwald                                         | Reichswaldhöhen / Kranenburger Lobus (zuidelijk van Kranenburg bij Kleef)                                              | Maselberg                                     |                  | 52,5   | 51° 47′ NB, 6° 5′ OL  | |
| Pfalzdorfer Höhen Ketelwald                                         | Reichswaldhöhen / Kranenburger Lobus (zuidelijk van Kranenburg bij Kleef)                                              | Wolfsberg                                     |                  | 46     | 51° 47′ NB, 6° 4′ OL  | Voormalige zandgroeve, thans beschermd natuurgebied                                                             |
| Pfalzdorfer Höhen Ketelwald                                         | Reichswaldhöhen / Kranenburger Lobus (zuidelijk van Kranenburg bij Kleef)                                              | Vossberg                                      |                  | 46     | 51° 47′ NB, 6° 5′ OL  | |
| Pfalzdorfer Höhen Ketelwald                                         | Reichswaldhöhen / Kranenburger Lobus (zuidelijk van Kranenburg bij Kleef)                                              | Frasselter Berg                               |                  | 40+    | 51° 47′ NB, 6° 2′ OL  | |
| Pfalzdorfer Höhen Ketelwald                                         | Reichswaldhöhen / Kranenburger Lobus (zuidelijk van Kranenburg bij Kleef)                                              | Heyberg                                       |                  | 40+    | 51° 46′ NB, 6° 2′ OL  | Standplaats windturbine                                                                                         |
| Pfalzdorfer Höhen Ketelwald                                         | Reichswaldhöhen / Kranenburger Lobus (zuidelijk van Kranenburg bij Kleef)                                              | Hingstberg                                    |                  | 33,3   | 51° 47′ NB, 6° 4′ OL  | Voormalige zandgroeve, thans beschermd natuurgebied                                                             |
| Pfalzdorfer Höhen Ketelwald                                         | Bedburg-Moyländer Höhen (van Kleef over Bedburg-Hau en Moyland naar Kalkar)                                            | Monreberg                                     |                  | 68,3   | 51° 43′ NB, 6° 18′ OL | Standplaats zendmasten en watertoren                                                                            |
| Pfalzdorfer Höhen Ketelwald                                         | Bedburg-Moyländer Höhen (van Kleef over Bedburg-Hau en Moyland naar Kalkar)                                            | Pierenberg                                    |                  | 57,6   | 51° 43′ NB, 6° 18′ OL | |
| Pfalzdorfer Höhen Ketelwald                                         | Bedburg-Moyländer Höhen (van Kleef over Bedburg-Hau en Moyland naar Kalkar)                                            | Kalkarberg                                    |                  | 46,7   | 51° 44′ NB, 6° 17′ OL | Standplaats kazerne met zendinstallaties                                                                        |
| Pfalzdorfer Höhen Ketelwald                                         | Bedburg-Moyländer Höhen (van Kleef over Bedburg-Hau en Moyland naar Kalkar)                                            | Sternberg (bij Schneppenbaum)                 |                  | 43     | 51° 45′ NB, 6° 13′ OL | |
| Pfalzdorfer Höhen Ketelwald                                         | Bedburg-Moyländer Höhen (van Kleef over Bedburg-Hau en Moyland naar Kalkar)                                            | Eselsberg                                     |                  | 41     | 51° 45′ NB, 6° 12′ OL | Voormalige standplaats standerdmolen Schneppenbaumer Mühle (1926 gesloopt)                                      |
| Pfalzdorfer Höhen Ketelwald                                         | Bedburg-Moyländer Höhen (van Kleef over Bedburg-Hau en Moyland naar Kalkar)                                            | Schollenberg                                  |                  | 34,9   | 51° 45′ NB, 6° 13′ OL | |
| Pfalzdorfer Höhen Ketelwald                                         | Pfalzdorfer Höhenrand (van Kalkar over Uedem naar Goch)                                                                | Paulsberg                                     |                  | 55     | 51° 41′ NB, 6° 18′ OL | Militairgebied                                                                                                  |
| Pfalzdorfer Höhen Ketelwald                                         | Pfalzdorfer Höhenrand (van Kalkar over Uedem naar Goch)                                                                | Katzenberg                                    |                  | 54     | 51° 40′ NB, 6° 17′ OL | Standplaats van de windmolen Hohe Mühle, thans uitzichttoren (foto)                                             |
| Pfalzdorfer Höhen Ketelwald                                         | Pfalzdorfer Höhenrand (van Kalkar over Uedem naar Goch)                                                                | Totenhügel                                    |                  | 53+    | 51° 42′ NB, 6° 18′ OL | Standplaats grindgroeve                                                                                         |
| Pfalzdorfer Höhen Ketelwald                                         | Pfalzdorfer Höhenrand (van Kalkar over Uedem naar Goch)                                                                | Rother Berg                                   |                  | 48,5   | 51° 40′ NB, 6° 17′ OL | Standplaats zendmasten, kazerne                                                                                 |
| Pfalzdorfer Höhen Ketelwald                                         | Pfalzdorfer Höhenrand (van Kalkar over Uedem naar Goch)                                                                | Gochfortzberg                                 |                  | 45,2   | 51° 39′ NB, 6° 18′ OL | |
| Pfalzdorfer Höhen Ketelwald                                         | Pfalzdorfer Höhenrand (van Kalkar over Uedem naar Goch)                                                                | Klutenberg                                    |                  | 40,1   | 51° 39′ NB, 6° 17′ OL | |
| Pfalzdorfer Höhen Ketelwald                                         | Pfalzdorfer Höhenrand (van Kalkar over Uedem naar Goch)                                                                | Kalvariberg                                   |                  | 34     | 51° 43′ NB, 6° 6′ OL  | |
| Xantener Lobus                                                      | Balberger/Labbecker Höhen, (Sonsbecker Schweiz, Tüschenwald, Uedemer Hochwald, tussen Sonsbeck, Labbeck en Marienbaum) | Balberg (Balberger Höhe)                      |                  | 87,4   | 51° 38′ NB, 6° 22′ OL | |
| Xantener Lobus                                                      | Balberger/Labbecker Höhen, (Sonsbecker Schweiz, Tüschenwald, Uedemer Hochwald, tussen Sonsbeck, Labbeck en Marienbaum) | N.N. (im nördlichen Tüschenwald bei Wessels)  |                  | 86,9   | 51° 39′ NB, 6° 21′ OL | Standplaats zendtoren                                                                                           |
| Xantener Lobus                                                      | Balberger/Labbecker Höhen, (Sonsbecker Schweiz, Tüschenwald, Uedemer Hochwald, tussen Sonsbeck, Labbeck en Marienbaum) | Op den Hövel                                  |                  | 85,9   | 51° 38′ NB, 6° 24′ OL | |
| Xantener Lobus                                                      | Balberger/Labbecker Höhen, (Sonsbecker Schweiz, Tüschenwald, Uedemer Hochwald, tussen Sonsbeck, Labbeck en Marienbaum) | Steinhügel                                    |                  | 79,2   | 51° 39′ NB, 6° 21′ OL | |
| Xantener Lobus                                                      | Balberger/Labbecker Höhen, (Sonsbecker Schweiz, Tüschenwald, Uedemer Hochwald, tussen Sonsbeck, Labbeck en Marienbaum) | Dürsberg                                      |                  | 79     | 51° 37′ NB, 6° 23′ OL | Met uitzichttoren. Ongeveer 0,5 km noordwestelijk van de Dürsberges ligt een naamloze heuvel met 80,9 m hoogte. |
| Xantener Lobus                                                      | Balberger/Labbecker Höhen, (Sonsbecker Schweiz, Tüschenwald, Uedemer Hochwald, tussen Sonsbeck, Labbeck en Marienbaum) | Auf dem Berg                                  |                  | 78,8   | 51° 37′ NB, 6° 24′ OL | |
| Xantener Lobus                                                      | Balberger/Labbecker Höhen, (Sonsbecker Schweiz, Tüschenwald, Uedemer Hochwald, tussen Sonsbeck, Labbeck en Marienbaum) | Krobsberg                                     |                  | 75,7   | 51° 38′ NB, 6° 22′ OL | |
| Xantener Lobus                                                      | Balberger/Labbecker Höhen, (Sonsbecker Schweiz, Tüschenwald, Uedemer Hochwald, tussen Sonsbeck, Labbeck en Marienbaum) | Die Hau                                       |                  | 73     | 51° 39′ NB, 6° 21′ OL | |
| Xantener Lobus                                                      | Balberger/Labbecker Höhen, (Sonsbecker Schweiz, Tüschenwald, Uedemer Hochwald, tussen Sonsbeck, Labbeck en Marienbaum) | N.N. (in Uedemer Hochwald)                    |                  | 72     | 51° 41′ NB, 6° 22′ OL | Naast de telecommunicatietoren                                                                                  |
| Xantener Lobus                                                      | Balberger/Labbecker Höhen, (Sonsbecker Schweiz, Tüschenwald, Uedemer Hochwald, tussen Sonsbeck, Labbeck en Marienbaum) | Die Wendeltreppe                              |                  | 60+    | 51° 37′ NB, 6° 23′ OL | |
| Xantener Lobus                                                      | Balberger/Labbecker Höhen, (Sonsbecker Schweiz, Tüschenwald, Uedemer Hochwald, tussen Sonsbeck, Labbeck en Marienbaum) | Sandberg                                      |                  | 48,9   | 51° 37′ NB, 6° 25′ OL | Voormalige zandgroeve                                                                                           |
| Xantener Lobus                                                      | Balberger/Labbecker Höhen, (Sonsbecker Schweiz, Tüschenwald, Uedemer Hochwald, tussen Sonsbeck, Labbeck en Marienbaum) | Hufscher Berg                                 |                  | 46     | 51° 40′ NB, 6° 22′ OL | |
| Xantener Lobus                                                      | Die Hees/Maikamer (bij Xanten)                                                                                         | Drei-Bäumchen-Berg                            |                  | 75,5   | 51° 38′ NB, 6° 28′ OL | Standplaats zendtoren (Richtfunkschaltstelle van de luchtmacht); drie rotsblokken beschermd als natuurmonument  |
| Xantener Lobus                                                      | Die Hees/Maikamer (bij Xanten)                                                                                         | Fürstenberg (ook: Ob Tolls Berg)              |                  | 75     | 51° 39′ NB, 6° 28′ OL | Standplaats Romeins legerkamp Castra Vetera, oostzijde thans beschermd natuurgebied                             |
| Xantener Lobus                                                      | Die Hees/Maikamer (bij Xanten)                                                                                         | Wolfsberg                                     |                  | 74,8   | 51° 38′ NB, 6° 27′ OL | |
| Xantener Lobus                                                      | Die Hees/Maikamer (bij Xanten)                                                                                         | Heesberg                                      |                  | 72,6   | 51° 39′ NB, 6° 27′ OL | Standplaats brandtoren, zendmast                                                                                |
| Xantener Lobus                                                      | Die Hees/Maikamer (bij Xanten)                                                                                         | Dachsberg                                     |                  | 56     | 51° 39′ NB, 6° 28′ OL | |
| Bönninghardt                                                        | Bönninghardt | Haagscher Berg                                |                  | 57,8   | 51° 35′ NB, 6° 27′ OL | |
| Bönninghardt                                                        | Bönninghardt | Mühlenhöhe Alpen                              |                  | 57,2   | 51° 35′ NB, 6° 30′ OL | Standplaats Altes Kastell en Alte Mühle                                                                         |
| Bönninghardt                                                        | Bönninghardt | Die Leucht                                    |                  | 53+    | 51° 33′ NB, 6° 31′ OL | |
| Bönninghardt                                                        | Bönninghardt | Schmitteberg                                  |                  | 35+    | 51° 35′ NB, 6° 25′ OL | Meer vlakke heuvels in de buurt: Bramenberg, Brückenberg, Legeberg                                              |
| Bönninghardt                                                        | Bönninghardt | Paßenberg (Passberg)                          |                  | 35     | 51° 36′ NB, 6° 26′ OL | Grindgroeve |
| Bönninghardt                                                        | Bönninghardt | Stebbigsberg                                  |                  | 33,2   | 51° 35′ NB, 6° 25′ OL | |
| Inselberge bij Kamp-Lintfort                                        | Inselberge bij Kamp-Lintfort                                                                                           | Rayener Berg                                  |                  | 63     | 51° 28′ NB, 6° 32′ OL | Standplaats windmolen; beschermd natuurgebied                                                                   |
| Inselberge bij Kamp-Lintfort                                        | Inselberge bij Kamp-Lintfort                                                                                           | Dachsberg                                     |                  | 54,8   | 51° 30′ NB, 6° 30′ OL | |
| Inselberge bij Kamp-Lintfort                                        | Inselberge bij Kamp-Lintfort                                                                                           | Gülixberg                                     |                  | 43,5   | 51° 27′ NB, 6° 32′ OL | |
| Inselberge bij Kamp-Lintfort                                        | Inselberge bij Kamp-Lintfort                                                                                           | Niersenberg                                   |                  | 37,9   | 51° 31′ NB, 6° 32′ OL | |
| Inselberge bij Kamp-Lintfort                                        | Inselberge bij Kamp-Lintfort                                                                                           | Kamper Berg (ook: Hoher Busch)                |                  | 35,8   | 51° 31′ NB, 6° 31′ OL | Standplaats Kloster Kamp                                                                                        |
| Schaephuysener Höhen (van Oermten over Schaephuysen naar Tönisberg) | Schaephuysener Höhen (van Oermten over Schaephuysen naar Tönisberg)                                                    | Saelhuyser Berg                               |                  | 80,3   | 51° 27′ NB, 6° 28′ OL | Standplaats verhoogde watertank                                                                                 |
| Schaephuysener Höhen (van Oermten over Schaephuysen naar Tönisberg) | Schaephuysener Höhen (van Oermten over Schaephuysen naar Tönisberg)                                                    | Schardenberg / Finkenberg                     |                  | 77     | 51° 27′ NB, 6° 28′ OL | |
| Schaephuysener Höhen (van Oermten over Schaephuysen naar Tönisberg) | Schaephuysener Höhen (van Oermten over Schaephuysen naar Tönisberg)                                                    | Windberg                                      |                  | 69,7   | 51° 26′ NB, 6° 28′ OL | Standplaats Funkkontrollmessstelle van de Bundesnetzagentur                                                     |
| Schaephuysener Höhen (van Oermten over Schaephuysen naar Tönisberg) | Schaephuysener Höhen (van Oermten over Schaephuysen naar Tönisberg)                                                    | Mühlenberg (bei Rheurdt)                      |                  | 69,5   | 51° 28′ NB, 6° 28′ OL | Standplaats zendmast aan de oostzijde                                                                           |
| Schaephuysener Höhen (van Oermten over Schaephuysen naar Tönisberg) | Schaephuysener Höhen (van Oermten over Schaephuysen naar Tönisberg)                                                    | Hahnenberg                                    |                  | 69,2   | 51° 26′ NB, 6° 28′ OL | |
| Schaephuysener Höhen (van Oermten over Schaephuysen naar Tönisberg) | Schaephuysener Höhen (van Oermten over Schaephuysen naar Tönisberg)                                                    | Oermter Berg (Oermtschen Berg)                |                  | 68,1   | 51° 29′ NB, 6° 28′ OL | Windpark aan de westzijde                                                                                       |
| Schaephuysener Höhen (van Oermten over Schaephuysen naar Tönisberg) | Schaephuysener Höhen (van Oermten over Schaephuysen naar Tönisberg)                                                    | Wartsberg                                     | Tönisberg        | 68     | 51° 25′ NB, 6° 29′ OL | |
| Schaephuysener Höhen (van Oermten over Schaephuysen naar Tönisberg) | Schaephuysener Höhen (van Oermten over Schaephuysen naar Tönisberg)                                                    | Mühlenberg                                    | Schaephuysen     | 65,8   | 51° 26′ NB, 6° 28′ OL | Standplaats voormalige windmolen St. Michael-Turm                                                               |
| Schaephuysener Höhen (van Oermten over Schaephuysen naar Tönisberg) | Schaephuysener Höhen (van Oermten over Schaephuysen naar Tönisberg)                                                    | Warzberg                                      |                  | 64     | 51° 28′ NB, 6° 28′ OL | |
| Schaephuysener Höhen (van Oermten over Schaephuysen naar Tönisberg) | Schaephuysener Höhen (van Oermten over Schaephuysen naar Tönisberg)                                                    | Mühlenberg                                    | Tönisberg (Haag) | 63,6   | 51° 25′ NB, 6° 29′ OL | Heden ten dage staat hier geen molen meer                                                                       |
| Schaephuysener Höhen (van Oermten over Schaephuysen naar Tönisberg) | Schaephuysener Höhen (van Oermten over Schaephuysen naar Tönisberg)                                                    | Tönisberger Höhen (Tönisberg, Hattmanns-Berg) |                  | 55+    | 51° 24′ NB, 6° 30′ OL | Standplaats van de Tönisberger Mühle, zendmast en Schacht Niederberg IV                                         |
| Schaephuysener Höhen (van Oermten over Schaephuysen naar Tönisberg) | Schaephuysener Höhen (van Oermten over Schaephuysen naar Tönisberg)                                                    | Wolfsberg                                     |                  | 55+    | 51° 24′ NB, 6° 31′ OL | |
| Inselberge bij Krefeld                                              | Inselberge bij Krefeld                                                                                                 | Hülser Berg                                   |                  | 63     | 51° 23′ NB, 6° 32′ OL | Met uitkijktoren                                                                                                |
| Inselberge bij Krefeld                                              | Inselberge bij Krefeld                                                                                                 | Egelsberg                                     |                  | 47     | 51° 23′ NB, 6° 35′ OL | Standplaats van de Egelsbergmühle                                                                               |

### Opmerkingen
- De Kapuzinerberg en de Inrather Berg bij Krefeld, evenals de Eyller Berg, de Pattberg en de Halden Norddeutschland en Rossenray bij Kamp-Lintfort zijn kunstmatige heuvels; die geologisch niet tot de Nederrijnse Heuvelrug horen.
- Ook de Süchtelner Höhenzug (ook Viersener Horst genoemd), die zich van Mönchengladbach over Viersen en Süchteln naar Grefrath uitstrekt, wordt – hoewel in de regio Niederrhein gelegen – niet tot de Niederrheinischen Höhen gerekend. De Süchtelner Höhen ontstonden niet, zoals in de jaren 1970 aangenomen, als stuwwal, maar ontstond ongeveer 25 miljoen jaar geleden als horst.[11]